# César Maria de Serpa Rosa

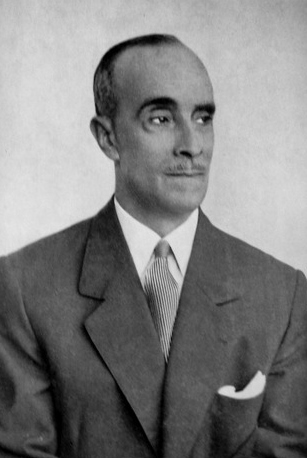
César Maria de Serpa Rosa

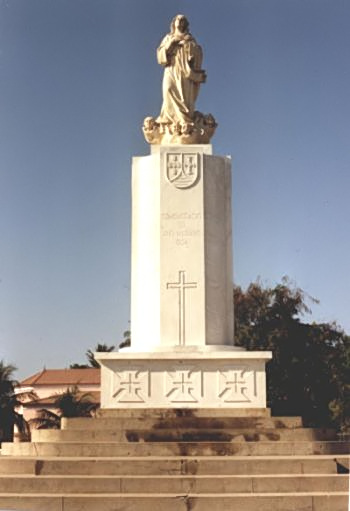
Das Denkmal Mutter Gottes wurde unter Serpa Rosa zwischen 1954 und 1956 in Dili errichtet

César Maria de Serpa Rosa (* 31. Mai 1899 in Santo António dos Olivais, Coimbra, Portugal; † 17. Februar 1968 in Lissabon) war ein portugiesischer Offizier und von 1950 bis 1958 Gouverneur von Portugiesisch-Timor. Nach ihm war früher eine Straße in Osttimors Landeshauptstadt Dili benannt, die Avenida Governador Serpa Rosa. Heute trägt sie den Namen Rua Karketu Mota-ain.

## Leben
Von 1909 bis 1915 besuchte Serpa Rosa das Real Colégio Militar. Ab dem 26. Juni 1915 versah er seinen Dienst im 2. Kavallerieregiment und 1917 absolvierte er einen Infanteriekurs an der Escola de Guerra. Ende 1917 wurde Serpa Rosa erstmals zum Dienst nach Mosambik geschickt. Dort nahm er am 23. Juni 1918 an der Schlacht von Munhiba (Distrikt Quelimane) gegen die Deutschen teil. Dafür erhielt Serpa Rosa das Cruz de Guerra. Nach dem Ersten Weltkrieg kehrte er 1919 nach Lissabon zurück.
Am 23. Mai 1923 heiratete Serpa Rosa Maria Luísa Martins Pereira de Serpa Rosa.
Vom 4. Mai 1943 an war Serpa Rosa portugiesischer Gouverneur der Provinz Zambezia (Mosambik).
Ab dem 31. Dezember 1950 war Serpa Rosa Gouverneur von Portugiesisch-Timor. Zu diesem Zeitpunkt hatte er den militärischen Rang eines Majors inne.
Serpa Rosas Nachfolger Filipe José Freire Temudo Barata beschrieb ihn als weniger auf „politische Spitzfindigkeiten“ eingestellt und eher einen typischen Offizier, der mehr auf „Umsicht und Sparsamkeit“ bedacht gewesen sei. In der Amtszeit Serpa Rosas begann das benachbarte Indonesien Kollaborateure unter der arabischstämmigen Bevölkerung in Osttimor zu suchen, um die anti-portugiesische Stimmung in der Kolonie zu verstärken. Außerdem wurden militärisch wichtige Anlagen fotografiert und es gab Gerüchte von Landungen indonesischer Soldaten im Osten von Portugiesisch-Timor.
1951 erhielt die Kolonie Portugiesisch-Timor den Rang einer Überseeprovinz.
Der neue, zukünftige Gouverneur Barata erreichte Dili am 22. Juni 1958. Am 14. Juli verließ Rosa die Kolonie in Richtung Lissabon. Die Amtsgeschäfte wurden bis zur Übergabe an Barata im Juni 1959 vom militärischen Kommandeur Oberstleutnant Manuel Albuquerque Gonçalves de Aguiar als Encarregado de Governo (amtierender Gouverneur) weiter geführt.